# Sterling K. Brown

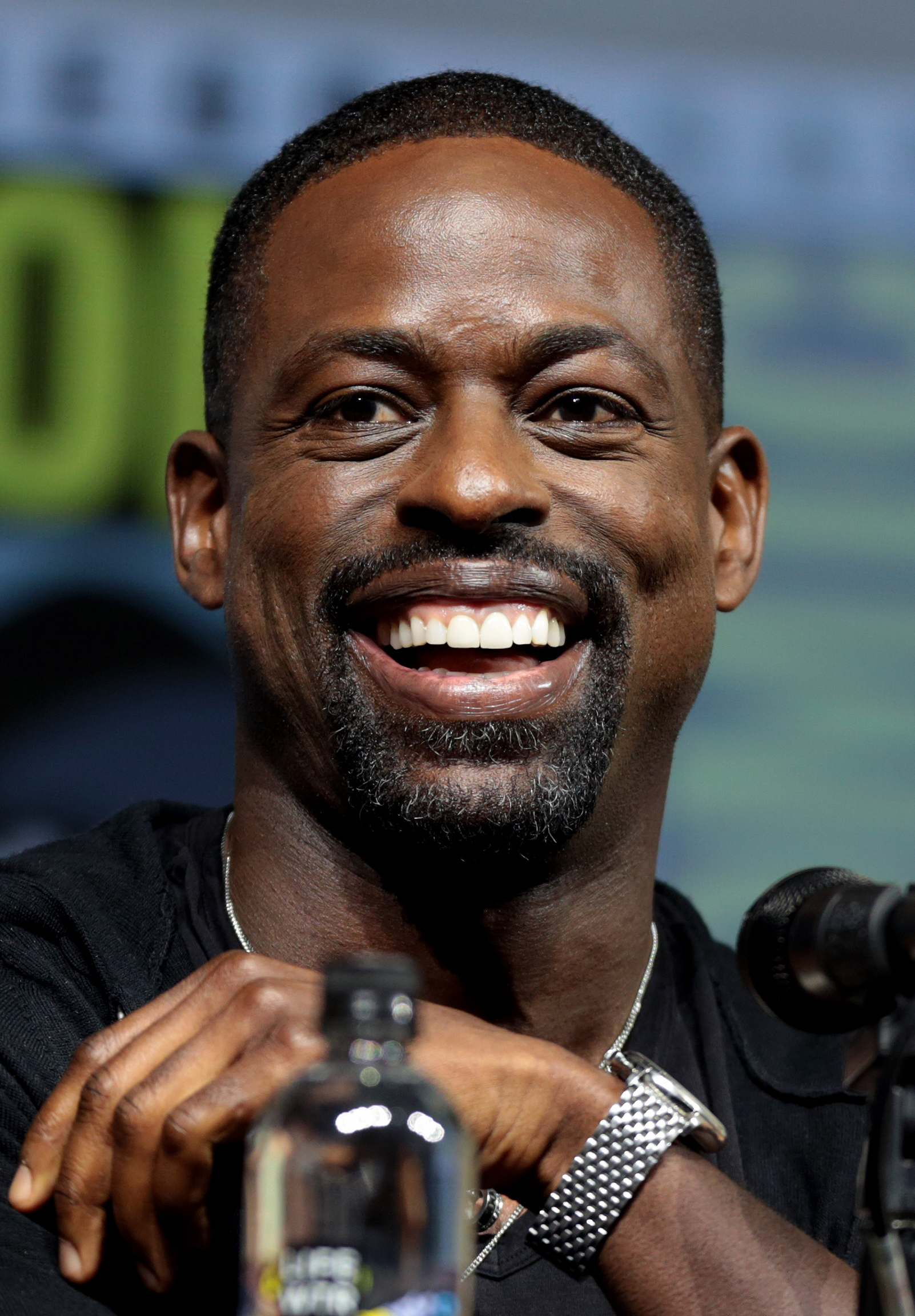
Sterling K. Brown bei der San Diego Comic-Con im Juli 2018

Sterling Kelby Brown (* 5. April 1976 in St. Louis, Missouri) ist ein US-amerikanischer Schauspieler und Filmproduzent.

## Leben
Sterling K. Brown wurde als Sohn des Ehepaares Sterling Brown, Sr. und Aralean Banks Brown geboren. Er hat zwei Schwestern und zwei Brüder, mit denen er zusammen in Olivette aufwuchs. Bis zu seinem zehnten Lebensjahr war sein Rufname sein Zweitname Kelby. Nach dem Tod seines Vaters beschloss er im Alter von 16 Jahren, fortan zu seinen Ehren den Namen Sterling als Rufnamen zu verwenden. Sein Studium, das er mit einem Bachelor abschloss, absolvierte er im Fach Drama an der Stanford University. Danach besuchte er die New York University. Dort erlangte er einen Master in Fine Arts.
Nach seinem Abschluss begann Brown seine Karriere in verschiedenen regionalen Theatern. Seit 2002 hat er auch Fernsehauftritte, unter anderem war er in Emergency Room – Die Notaufnahme, New York Cops – NYPD Blue, JAG – Im Auftrag der Ehre, Boston Legal und Good Wife zu sehen. Seine erste Hauptrolle hatte er 2005 in der Comedyserie Starved. Zwischen 2006 und 2007 stand er in Supernatural als Gordon Walker vor der Kamera. Eine weitere Hauptrolle hatte er in den Jahren 2007 bis 2012 in 102 Folgen der Lifetime-Serie Army Wives. In der siebten Staffel war er ein wiederkehrender Darsteller der Serie. Zwischen 2012 und 2013 war er ebenfalls als ein wiederkehrender Gastdarsteller in sechs Folgen von Person of Interest zu sehen. Für seine Serienrolle als Christopher Darden in der ersten Staffel von American Crime Story gewann er 2016 den Emmy als bester Nebendarsteller in einer Miniserie oder einem Fernsehfilm. Von September 2016 bis 2022 übernahm er eine Hauptrolle in der Serie This Is Us – Das ist Leben. Für seine Darstellung des Randall Pearson gewann er 2017 einen Emmy sowie einen Golden Globe Award jeweils als bester Hauptdarsteller in einer Drama-Serie.
Für die Nebenrolle des Clifford in Cord Jeffersons Satire Amerikanische Fiktion (2023) wurde er für den Oscar nominiert.
Er ist mit der Schauspielerin Ryan Michelle Bathe verheiratet. 2012 kam ihr erstes Kind zur Welt, dem später ein zweites folgte.

## Filmografie (Auswahl)

### Schauspieler
- 2002: Brown Sugar
- 2002–2004: Third Watch – Einsatz am Limit (Third Watch, Fernsehserie, sechs Folgen)
- 2003: Hack – Die Straßen von Philadelphia (Hack, Fernsehserie, Folge 2x02)
- 2003: Tarzan (Fernsehserie, zwei Folgen)
- 2004: Emergency Room – Die Notaufnahme (ER, Fernsehserie, Folge 10x13)
- 2004: New York Cops – NYPD Blue (NYPD Blue, Fernsehserie, Folge 11x12)
- 2004: JAG – Im Auftrag der Ehre (JAG, Fernsehserie, Folge 9x21)
- 2005: Boston Legal (Fernsehserie, Folge 1x17)
- 2005: Starved (Fernsehserie, sieben Folgen)
- 2006: Without a Trace – Spurlos verschwunden (Without a Trace, Fernsehserie, Folge 5x09)
- 2006: Alias – Die Agentin (Alias, Fernsehserie, Folge 5x12)
- 2006–2007: Supernatural (Fernsehserie, vier Folgen)
- 2007–2013: Army Wives (Fernsehserie, 107 Folgen)
- 2008: Eli Stone (Fernsehserie, Folge 1x11)
- 2008: Kurzer Prozess – Righteous Kill (Righteous Kill)
- 2010: Medium – Nichts bleibt verborgen (Medium, Fernsehserie, Folge 7x09)
- 2011: Detroit 1-8-7 (Fernsehserie, Folge 1x11)
- 2011: Good Wife (The Good Wife, Fernsehserie, Folge 3x04)
- 2011: Harry’s Law (Fernsehserie, Folge 2x07)
- 2011: Our Idiot Brother
- 2012: Nikita (Fernsehserie, Folge 3x03)
- 2012–2013: Person of Interest (Fernsehserie, 6 Folgen)
- 2013: Navy CIS (NCIS, Fernsehserie, Folge 11x10)
- 2014: The Mentalist (Fernsehserie, Folge 6x11)
- 2014: Masters of Sex (Fernsehserie, Folge 2x09)
- 2015: Criminal Minds (Fernsehserie, Folge 10x19)
- 2015: Castle (Fernsehserie, Folge 7x16)
- 2016: American Crime Story (Fernsehserie, 10 Folgen)
- 2016–2022: This Is Us – Das ist Leben (This Is Us, Fernsehserie)
- 2017: Marshall
- 2018: Black Panther
- 2018: Brooklyn Nine-Nine (Fernsehserie, Folge 5x14)
- 2018: Hotel Artemis
- 2018: Predator – Upgrade (The Predator)
- 2019: Angry Birds 2 – Der Film (The Angry Birds Movie 2, Stimme)
- 2019: Waves
- 2019: The Marvelous Mrs. Maisel (Fernsehserie, 4 Folgen)
- 2019: Die Eiskönigin II (Frozen II, Stimme)
- 2020: The Rhythm Section – Zeit der Rache (The Rhythm Section)
- 2020: Kipo und die Welt der Wundermonster (Kipo and the Age of Wonderbeasts, Fernsehserie, Stimme)
- 2022: Honk for Jesus, Save Your Soul
- 2022: Biosphere
- 2023: Amerikanische Fiktion (American Fiction)
- 2024: Atlas
- seit 2025: Paradise (Fernsehserie)

### Filmproduzent
- 2022: Honk for Jesus, Save Your Soul
- 2025: Shadow Force – Die letzte Mission (Shadow Force)

## Auszeichnungen und Nominierungen
Oscar
- 2024: Nominierung als Bester Nebendarsteller für Amerikanische Fiktion

Primetime Emmy Award
- 2016: Auszeichnung als Bester Nebendarsteller in einer Miniserie oder einem Fernsehfilm für American Crime Story
- 2017: Auszeichnung als Bester Hauptdarsteller in einer Dramaserie für This Is Us – Das ist Leben
- 2018: Nominierung als Bester Hauptdarsteller in einer Dramaserie für This Is Us – Das ist Leben
- 2018: Nominierung als Beste Gastdarsteller in einer Comedyserie für Brooklyn Nine-Nine
- 2019: Nominierung als Bester Hauptdarsteller in einer Dramaserie für This Is Us – Das ist Leben[6]

Golden Globe Award
- 2017: Nominierung als Bester Nebendarsteller – Serie, Mini-Serie oder TV-Film für American Crime Story
- 2018: Auszeichnung als Bester Serien-Hauptdarsteller – Drama für This Is Us – Das ist Leben

Independent Spirit Award
- 2024: Nominierung für die Beste Nebenrolle (Amerikanische Fiktion)

Screen Actors Guild Award
- 2017: Nominierung als Bester Darsteller in einem Fernsehfilm oder Miniserie für American Crime Story
- 2017: Nominierung als Bester Darsteller in einer Dramaserie für This Is Us – Das ist Leben
- 2018: Auszeichnung als Bester Darsteller in einer Dramaserie für This Is Us – Das ist Leben
- 2018: Auszeichnung als Bestes Schauspielensemble in einer Dramaserie für This Is Us – Das ist Leben
- 2024: Nominierung als Bester Nebendarsteller für Amerikanische Fiktion

Critics’ Choice Television Award
- 2016 (Dez.): Auszeichnung als Bester Nebendarsteller in einem Fernsehfilm oder einer Miniserie für American Crime Story
- 2018: Auszeichnung als Bester Hauptdarsteller in einer Dramaserie für This Is Us – Das ist Leben
- 2023: Nominierung als Bester Hauptdarsteller in einer Dramaserie (This Is Us – Das ist Leben)[7]

NAACP Image Award
- 2022: Auszeichnung als Bester Schauspieler – Dramaserie (This Is Us – Das ist Leben)[8]

Black Reel Award
- 2023: Nominierung als Bester Hauptdarsteller (Honk for Jesus, Save Your Soul)
- 2024: Nominierung als Bester Nebendarsteller (Amerikanische Fiktion)[9]